# 2004 en Grèce
Chronologie de la Grèce
- 2000
- 2001
- 2002
- 2003
- 2004
- 2005
- 2006
- 2007
- 2008

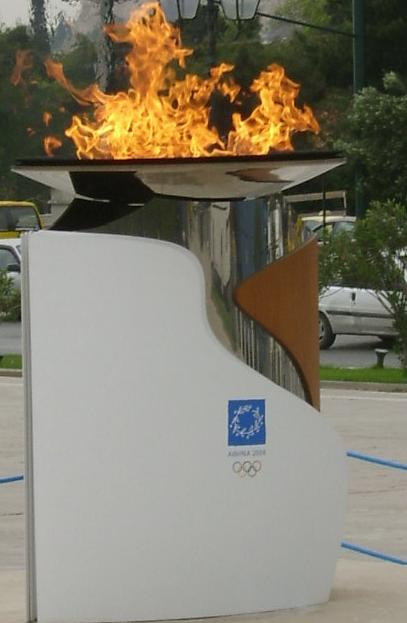
Chaudron olympique des Jeux olympiques d'été à Athènes (2004).

Cette page concerne les évènements survenus en 2004 en Grèce  :

## Évènement
- Audit financier grec de 2004 (en) sur l'étendue réelle des finances publiques du pays.
- Abolition de la peine de mort : initiée  dès 1975 elle est définitivement supprimée, pour tous les crimes, en 1984.
- 7 mars : Élections législatives
- 10 mars : Gouvernement Kóstas Karamanlís I
- 13 juin : Élections européennes
- août : Affaire des écoutes téléphoniques, également appelée le Watergate grec.
- 16 août : Mise en service du pont Rion-Antirion.
- 4 septembre : Meurtre de Gramoz Palushi (en) à Tsilivi sur l'île de Zante, à l'issue de la victoire de l'Albanie contre l'équipe de football grecque.
- décembre : La Commission européenne adresse un avertissement formel à la Grèce après avoir constaté qu'elle avait falsifié les données relatives à son déficit budgétaire, à l'approche de son entrée dans la zone euro.

## Cinéma - Sortie de film
- 19-28 novembre : Festival international du film de Thessalonique.
- Eléni : La Terre qui pleure
- En attendant les nuages
- Les Mariées
- La Vie véritable
- Visions of Europe

## Sport
- février : Coupe du monde de plongeon (en) à Athènes.
- 25 mars : La flamme olympique est allumée à Olympie puis elle traverse les continents pour revenir à Athènes.
- 4 juillet : L'Équipe de Grèce de football remporte le Championnat d'Europe 2004 en battant en finale le Portugal, pays organisateur de la compétition. C'est à ce jour la seule grande compétition de football remportée par la Grèce.
- 13-29 août : Organisation des Jeux olympiques d'été à Athènes (Grèce aux Jeux olympiques d'été).
- 19-24 août : Organisation du premier tour de la Fed Cup, à Athènes.
- 17-28 septembre : Organisation des Jeux paralympiques d'été à Athènes (Grèce aux Jeux paralympiques (en))
- Championnat de Grèce de football 2003-2004
- Championnat de Grèce de football 2004-2005
- Coupe de Grèce de football 2003-2004 (en)
- Coupe de Grèce de football 2004-2005 (en)
- Création de l'Arène du pavillon des sports de Faliro (en), des Centre olympique de beach-volley de Fáliro, Centre olympique d'aviron et de canoë de Schinias (en), Salle olympique Galatsi (en) et Stade olympique de softball d'Hellinikon (en).
- Création du club de football AE Giannena F.C. (en).
- Dissolution de l'ILTEX Lykoi F.C. (en), club de football.

## Création
- 10e Brigade d'infanterie mécanisée (en)
- Alliance patriotique (en), parti politique.
- Athens International Radio
- Cogito (magazine) (en)
- École de cinéma de l'Université Aristote (en)
- Extension de la ligne 2 du métro d'Athènes (stations d'Ágios Dimítrios - Aléxandros Panagoúlis et Ágios Antónios)
- Extension de la ligne 3 du métro d'Athènes (stations de Chalándri (en), Doukíssis Plakentías (en) et Aéroport)
- Femmes pour une autre Europe, parti politique.
- Fondation Theocharákis
- Glyptothèque nationale (en)
- IMC Technologies (en)
- Ministère de l'Agriculture
- Musée d'art d'Herakleidon (en)
- Musée de l'histoire des Jeux olympiques antiques
- Musée nautique de Litochoro (en)
- Parc national de Korónia-Vólvi-Témpi
- Prix Runciman (en) (prix littéraire).
- Station Neratziótissa de la ligne 1 du métro d'Athènes
- Styx (journal) (en).
- Systèmes de défense hellénique (en)
- Tunnels : Aithra (en), Efpalinos (en) et Geraneia (en)
- Station de métro : Kifisias (en)

## Dissolution
- 11e Division d'infanterie (en)
- Festival Cruises (en), compagnie de croisières.
- Front radical de gauche (en)

## Naissance
- Geórgios Koútsias, footballeur.

## Décès
- Déspo Diamantídou, actrice.
- Ioánnis Kyrástas, footballeur.
- Dimítris Papamichaíl, acteur.
- Réna Vlachopoúlou, actrice.
- Xenophón Zolótas, économiste et personnalité politique.
- Georges Zongolopoulos, artiste.